# Макроекономічний аналіз
Макроекономі́чний ана́ліз — аналіз узагальнених економічних показників основних галузей народного господарства, соціальної інфраструктури, що становлять основу економічного розвитку країни, фундамент її матеріально-технічної бази. На основі макроекономічного аналізу має будуватися поточна й перспективна економічна політика держави.
Характерною ознакою макроекономічного аналізу є використання аґреґованих економічних показників (аґреґатів), таких як ВВП та інші показники Системи національних рахунків, рівня інфляції, рівня безробіття, стану платіжного балансу.

## Ex-post та ex-ante макроекономічний аналіз
Ex-post макроекономічний аналіз (фактичний аналіз) — аналіз стану національної економіки за минулий період на основі макроекономічних показників, зокрема на основі показників Системи національних рахунків.
Ex-ante макроекономічний аналіз (прогнозний аналіз) — прогнозування стану національної економіки за допомогою макроекономічних моделей.

## Джерело
- Економічна енциклопедія. Київ: ВЦ «Академія», 2000–2002. ISBN 966-580-074-4